# Chytriomyces nagatoroensis
Chytriomyces nagatoroensis är en svampart som beskrevs av K. Konno 1972. Chytriomyces nagatoroensis ingår i släktet Chytriomyces och familjen Chytridiaceae.   Inga underarter finns listade i Catalogue of Life.